# 宮城淳
宮城 淳（みやぎ あつし、1931年10月19日 - 2021年2月24日）は、東京都大田区出身の男子テニス選手。早稲田大学卒業。身長172cm、体重61kg。早大卒業後はゼネラル物産に勤務。
1955年の全米選手権男子ダブルスで加茂公成とペアを組んで優勝し、日本人のテニス選手として唯一の4大大会男子ダブルス優勝者になった名選手である。
姉の宮城黎子もテニス選手。

## 経歴
芝浦製作所（のち東京芝浦電機）の技術者・宮城喜三郎の長男として大田区田園調布に生まれる。先祖に梅素亭玄魚がいる。父親がテニスを趣味とし、宮城家は有名なテニス一家であったが、淳がテニスを始めたのは早稲田大学入学後であった。早大のテニス部で福田雅之助に師事した宮城は、1952年から男子テニス国別対抗戦・デビスカップの日本代表選手に選ばれた。日本は第2次世界大戦の敗戦後、1951年からデビスカップの舞台に復帰したばかりで、当時のデ杯日本代表監督は熊谷一弥であった。宮城が初参加した1952年のデ杯では、日本代表選手は宮城と中野文照、隈丸次郎の3名で、「アメリカン・ゾーン」の1回戦でアメリカ・チームに0勝5敗の全敗に終わったが、宮城は早くもシングルス2試合に抜擢された。1953年から加茂公成がデ杯日本代表選手に加わり、宮城は加茂とのダブルスで抜群の強さを発揮し始める。1954年、宮城は全日本テニス選手権で男子シングルス初優勝と、加茂公成とのコンビによる男子ダブルス初優勝を達成した。1954年からデ杯監督が清水善造に交代し、この年はメキシコ・チームに2勝3敗と善戦した。宮城はメキシコシティへの遠征で、フランシスコ・コントレラス（Francisco Contreras）に 7-5, 6-1, 3-6, 6-3 で勝ち、自らのデ杯初勝利を飾っている。
1955年、デビスカップに「東洋ゾーン」が新設されたことにより、初めて日本国内での開催が可能になった。この年からは、原田武一が日本代表監督を務めた。5月27日-29日にかけて東京の田園コロシアム（1936年に田園テニス倶楽部のメインスタジアムとしてオープン。現在は老朽化等の問題で存在せず。有明コロシアムにその役割を引き継いだ。）で行われた「東洋ゾーン」において、日本はフィリピンに3勝2敗で勝ち、その上位にある「インターゾーン」への出場権を得たが、そこでは強豪オーストラリアに歯が立たず、0勝4敗で完敗した。この時のオーストラリア代表選手には、当時世界の頂点を争っていたケン・ローズウォールやルー・ホードが入っていた。この年の全米選手権で、宮城淳と加茂公成は男子ダブルスで日本人男子選手として初の4大大会優勝を成し遂げる。当時の全米選手権は、シングルスとダブルスが別々の会場で行われていた。シングルスはニューヨークの「ウエストサイド・テニスクラブ」（通称フォレストヒルズ）で開かれ、ダブルスの会場はボストンにある「ロングウッド・クリケット・クラブ」（デビスカップ発祥の地として知られる名門クラブ）であったが、8月17日から20日にかけて「ハリケーン・ダイアン」の大豪雨がボストンの地を襲ったのである。雨はいつまでも降りやまず、芝生コートでプレーを再開できる見通しが立たないまま、選手たちは何日間も試合を待たされる。アメリカとオーストラリアの有力選手たちは、8月26日-28日のデビスカップ決勝戦を選んでニューヨークの「フォレスト・ヒルズ」へ移り、この年の全米選手権男子ダブルスを断念した。こうしたチャンスは滅多にないということで、他の選手たちは天候の回復を根気強く待ち、宮城と加茂の組は決勝でジェラルド・モス（Gerald Moss）とウィリアム・キラン（William Quillan）の組を 6-3, 6-3, 3-6, 1-6, 6-4 のフルセットで破る。22年前の1933年ウィンブルドン男子ダブルスで佐藤次郎と布井良助のペアが果たせなかった4大大会男子ダブルス優勝は、こうして実現した。これは今なお、日本人テニス選手による唯一の4大大会男子ダブルス優勝であると同時に、「日本人選手どうしのペアで獲得した」唯一の4大大会ダブルス・タイトルでもある。日本人選手を含む他の4大大会ダブルス優勝は、（女子ダブルス・混合ダブルスのいずれも）外国人選手とのペアで獲得したものであるため、（1955年全米選手権の特異な条件があったとはいえ）宮城＆加茂ペアの優勝は日本テニス史に残る貴重な勝利と言えるだろう。
宮城淳は4大大会の男子シングルスでは、1952年から1955年まで全米選手権のみに出場したが、2回戦進出が自己最高成績である。全日本テニス選手権では1954年、1955年（全米ダブルス優勝の年）、1957年、1960年の4度にわたり、男子シングルスと男子ダブルスの“単複2冠”を獲得した。1962年には混合ダブルス優勝もある。デビスカップでは、宮城は1962年と1963年に日本代表監督を務め、その傍ら選手としても1963年までプレーを続けた。宮城のデビスカップ通算成績は、シングルス11勝13敗、ダブルス6勝9敗、通算「18勝21敗」となる。選手引退後は、母校早稲田大学の庭球部監督、日本テニス協会専務理事、早稲田大学人間科学部教授などの要職を務めている。
2021年2月24日、膀胱がんのため、東京都世田谷区の介護施設で死去。89歳没。

## グランドスラム決勝

### 優勝
| 年   | 大会       | パートナー | 相手                                | スコア                  |
| 1955 | 全米選手権 | 加茂公成   | ジェラルド・モス ウィリアム・キラン | 6–3, 6–3, 3–6, 1–6, 6–4 |